# Andira
Andira Lam., 1783 è un genere di piante arboree e arbustive della famiglia delle Fabacee (o Leguminose).

## Descrizione
Le specie di questo genere presentano foglie sparse e stipolate, infiorescenze racemose e frutti a legume.

## Distribuzione e habitat
Il genere ha una distribuzione prevalentemente neotropicale, dal Messico al Brasile, con la maggiore biodiversità concentrata nella foresta amazzonica; un'unica specie (A. inermis) estende il suo areale all'Africa centro-occidentale.

## Tassonomia
Comprende le seguenti specie:
- Andira anthelmia (Vell.) J.F.Macbr.
- Andira carvalhoi R.T.Penn. & H.C.Lima
- Andira chigorodensis R.T.Penn.
- Andira cordata R.T.Penn. & H.C.Lima
- Andira coriacea Pulle
- Andira cubensis Benth.
- Andira cuiabensis Benth.
- Andira cujabensis Benth.
- Andira fraxinifolia Benth.
- Andira galeottiana Standl.
- Andira grandistipula Amshoff
- Andira humilis Mart. ex Benth.
- Andira inermis (W.Wright) Kunth ex DC.
- Andira jaliscensis R.T.Penn.
- Andira legalis (Vell.) Toledo
- Andira macrocarpa R.T.Penn.
- Andira macrothyrsa Ducke
- Andira marauensis N.F.Mattos
- Andira micrantha Ducke
- Andira multistipula Ducke
- Andira nitida Benth.
- Andira ormosioides Benth.
- Andira parviflora Ducke
- Andira praecox Arroyo ex R.T.Penn.
- Andira spectabilis Saldanha
- Andira surinamensis (Bondt) Pulle
- Andira taurotesticulata R.T. Penn.
- Andira tervequinata R.T.Penn., Aymard & Cuello
- Andira trifoliolata Ducke
- Andira unifoliolata Ducke
- Andira vermifuga Benth.